# Шастел Нувел
Шастел Нувел (фр. Chastel-Nouvel) је насељено место у Француској у региону Лангдок-Русијон, у департману Лозер.
По подацима из 2011. године у општини је живело 751 становника, а густина насељености је износила 23,84 становника/km².

## Демографија
| 1962. | 1968. | 1975. | 1982. | 1990. | 2011. |
| ----- | ----- | ----- | ----- | ----- | ----- |
| 330   | 289   | 345   | 467   | 565   | 751   |